# Neoclosterus
Neoclosterus es un género de escarabajos longicornios de la tribu Plectogasterini.

## Especies
- Neoclosterus argodi (Belon, 1913)
- Neoclosterus bernardii Quentin & Villiers, 1969
- Neoclosterus boppei Quentin & Villiers, 1969
- Neoclosterus curvipes Heller, 1899
- Neoclosterus kidogo Bouyer, 2017
- Neoclosterus lemairei (Lameere, 1903)
- Neoclosterus lujae Boppe, 1912
- Neoclosterus mefianti Bouyer, 2011
- Neoclosterus morettoi Bouyer, 2016
- Neoclosterus opacipennis Boppe, 1912
- Neoclosterus turei Bouyer, 2016